# Туман (роман)
Туман (исп. Niebla) — роман испанского писателя Мигеля де Унамуно, впервые опубликованный в 1914 году.
Унамуно охарактеризовал книгу как нивола (от исп. novela), чтобы отделить её от понятия реалистического романа XIX века. В прологе книги фигурирует также определение «руман», которое автор вводит с целью подчеркнуть условность жанра романа и стремление автора создать свои собственные правила. Главный персонаж книги — Аугусто Перес, жизнь которого описывается метафорически как туман: «…наша жизнь — туман»; «…моя любовь породила Эухению и извлекла её из первозданного тумана»; «Знание — это град камней. Нет. Это туман, туман!» Главные вопросы, поднимаемые в книге — темы бессмертия и творчества.
Книга переведена на многие языки мира, первый перевод на русский (1973) принадлежит А. Грибанову.